# مجموعة الصندوق (مسرح)

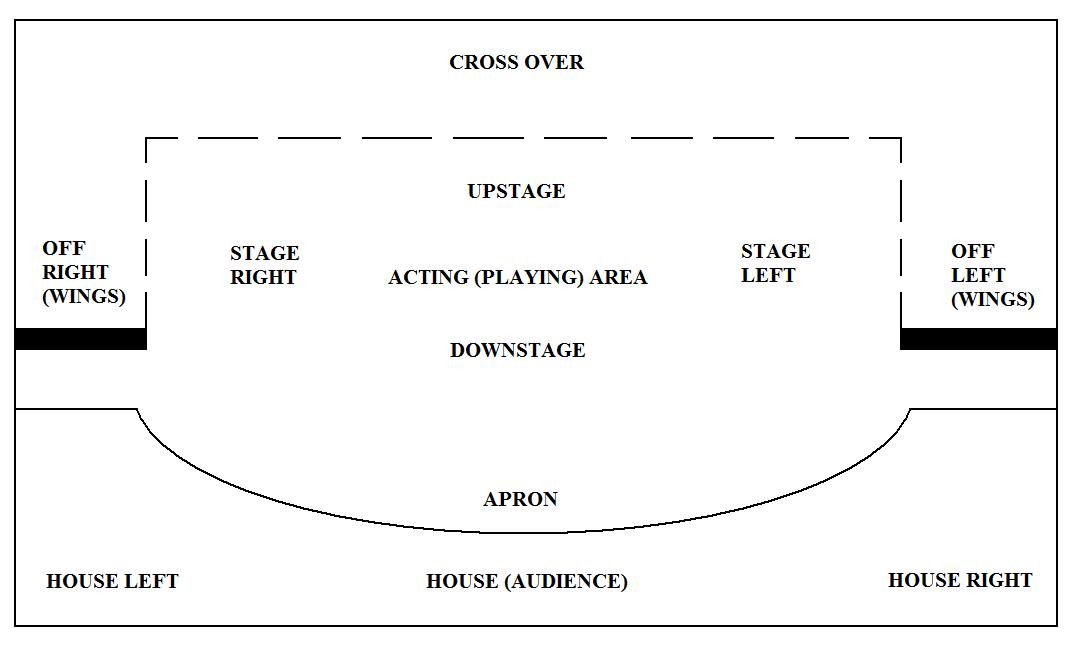
مناطق المسرح النموذجي (خشبة المسرح)

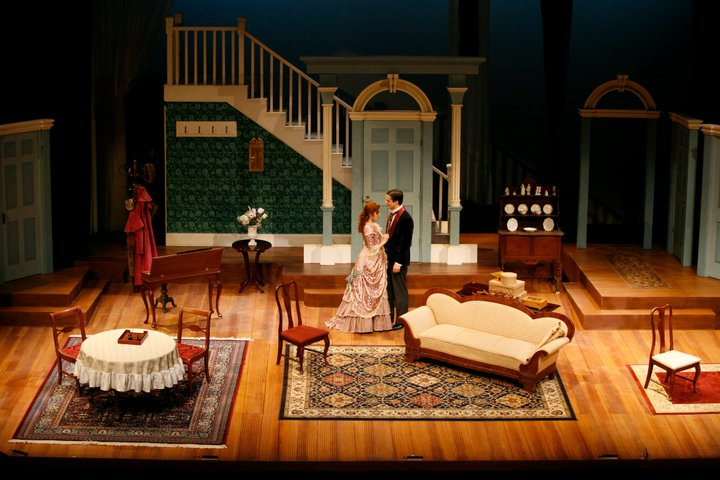
مسرح جامعة أوتربين يعرض مسرحية بيت الدمية

مجموعة الصندوق (بالإنجليزية: Box set)‏ هي البروسـينيوم (وهو قوس المسرح والذي يتكون من ستارة المسرح على الجانبين ومن أعلى وخشبة المسرح من الأسفل) وثلاثة جدران. فتحة المسرح هي الجدار الرابع. تخلق مجموعة الصندوق الوهم (التخيل) بوجود غرفة داخلية على المسرح.
ادخل مجموعات الصناديق إلى المسرح الإنجليزي، الممثلة إنجليزية ومغنية الأوبرا كونترالتو، «إليزابيث فيستريس»، وتم نشرها بصورة واسعة من قبل الممثلة الإنجليزية ومديرة المسرح «ماري ويلتون» في مسرح أمير ويلز الملكي. أصبحت مجموعة الصندوق فيما بعد سمة من سمات المسرح الواقعي، ثم ظهر مبدأ «إزالة الجدار الرابع» الذي ميز أعمال الواقعيين البارزين مثل "بيت الدمية (بالإنجليزية: A Doll's House)‏" لهنريك إبسن و«بيجماليون» لجورج برنارد شو و«النورس The Seagull» لأنطون تشيخوف.
نجد في أسلوب التمثيل المسرحي الواقعي، مجموعة صندوق المسرح عبارة عن غرفة ذات خلفية سوداء عادية أو ثلاثة جدران، وكان الجدار الرابع غير مرئي، ويفصل الشخصيات عن الجمهور، وكان السقف مائلاً لأسفل في أقصى نهاية المسرح وأعلى تجاه الجمهور، وتغلق الأبواب بالدفع بدلاً من التأرجح عند إغلاقها، كما في الواقع.

## وصلات خارجية
https://findwords.info/term/box%20set مجموعة الصندوق (مسرح)
http://www.artandpopularculture.com/Box_set_%28theatre%29 مجموعة الصندوق (مسرح)
https://www.pinterest.co.uk/keeleylebargy/model-boxes/ مجموعة الصندوق (مسرح)